# Синт-Эстатиус
Синт-Эста́тиус (нидерл. и англ. Sint Eustatius, МФА: [sɪnt øːˈstaːcʏs]; в просторечии Стейша) — остров в Карибском море в группе Северных Подветренных островов (архипелаг Малые Антильские острова), расположенный в 60 км южнее острова Сен-Мартен и в 27 км юго-восточнее острова Саба.
Назван в честь великомученика Евстафия. Граничит на юго-востоке по морю с государством Сент-Китс и Невис.
Площадь — 21 км², размеры: 8 км в длину и 3 км в ширину. Является особой общиной Нидерландов, которая, однако, не входит ни в одну из нидерландских провинций, а вместе с двумя другими общинами на Малых Антильских островах составляет нидерландское владение Бонайре, Синт-Эстатиус и Саба, также называемое Карибскими Нидерландами. Административный центр и единственный город острова — Ораньестад.

## Официальные символы
Флаг и Герб Синт-Эстатиуса.

## География

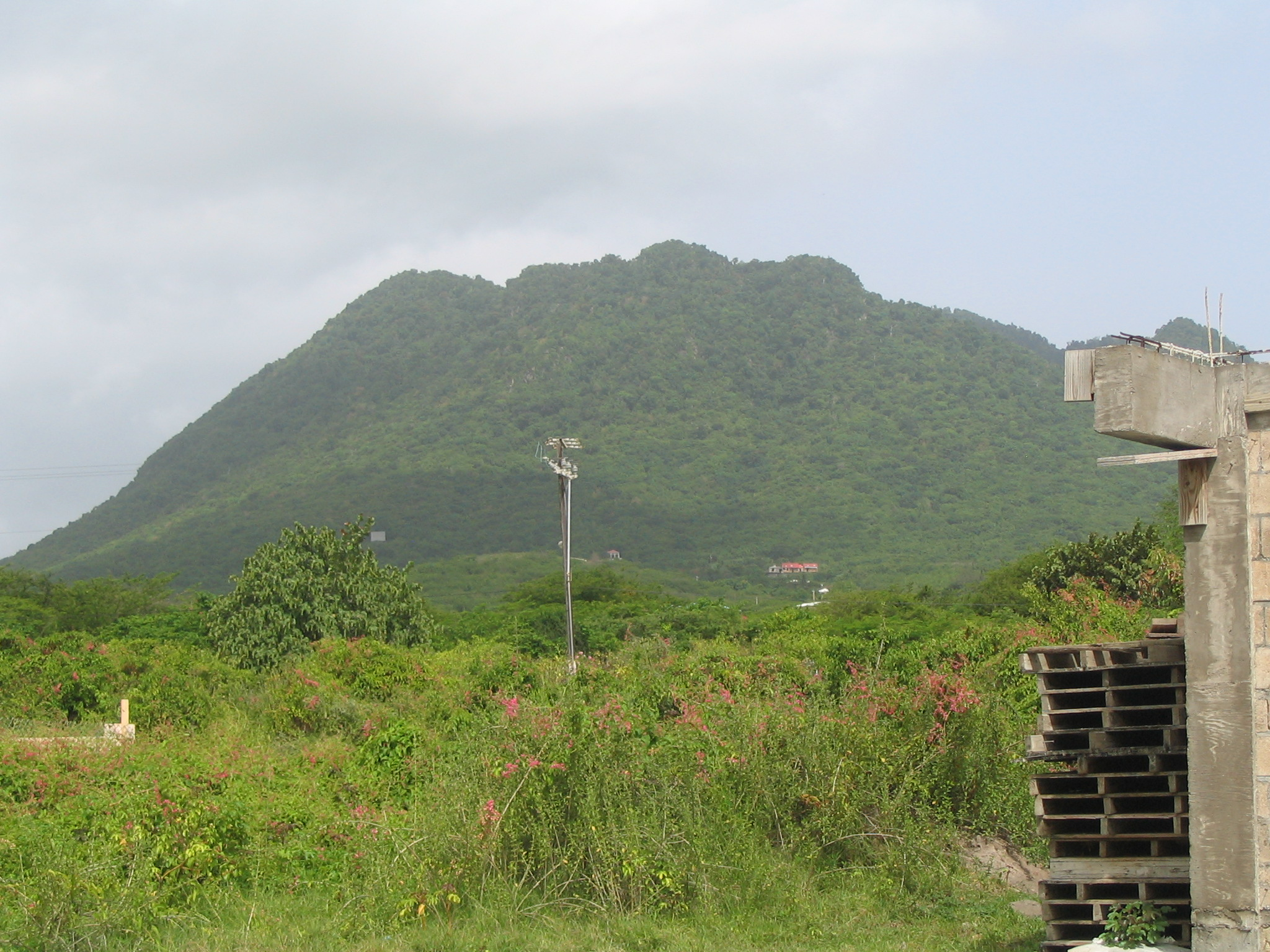
Природа острова

Рельеф Синт-Эстатиуса типичен для островов региона — в его основании лежит древний потухший вулкан, чьи конусы легко просматриваются в виде главных ориентиров острова — двуглавой горы Квилл (600 м) на самом юго-востоке и массива Сигнал-Хилл (около 240 м) на севере. Почти всё побережье острова скалисто — утёсы спадают прямо к береговой черте, поэтому хороших пляжей здесь очень мало. Центральная часть острова занята маленькой равниной, в месте выхода которой к морю и расположен единственный город острова — Ораньестад. Большая часть территории острова засушлива, а растительность ограничена десятком видов, зато на склонах и в кратере Квилл, которые собирают достаточно дождя, произрастает настоящий тропический лес (одних только орхидей 18 видов), населённый 25 видами птиц, змеями, ящерицами и древесными лягушками (наряду с козами, коровами и ослами).

## История

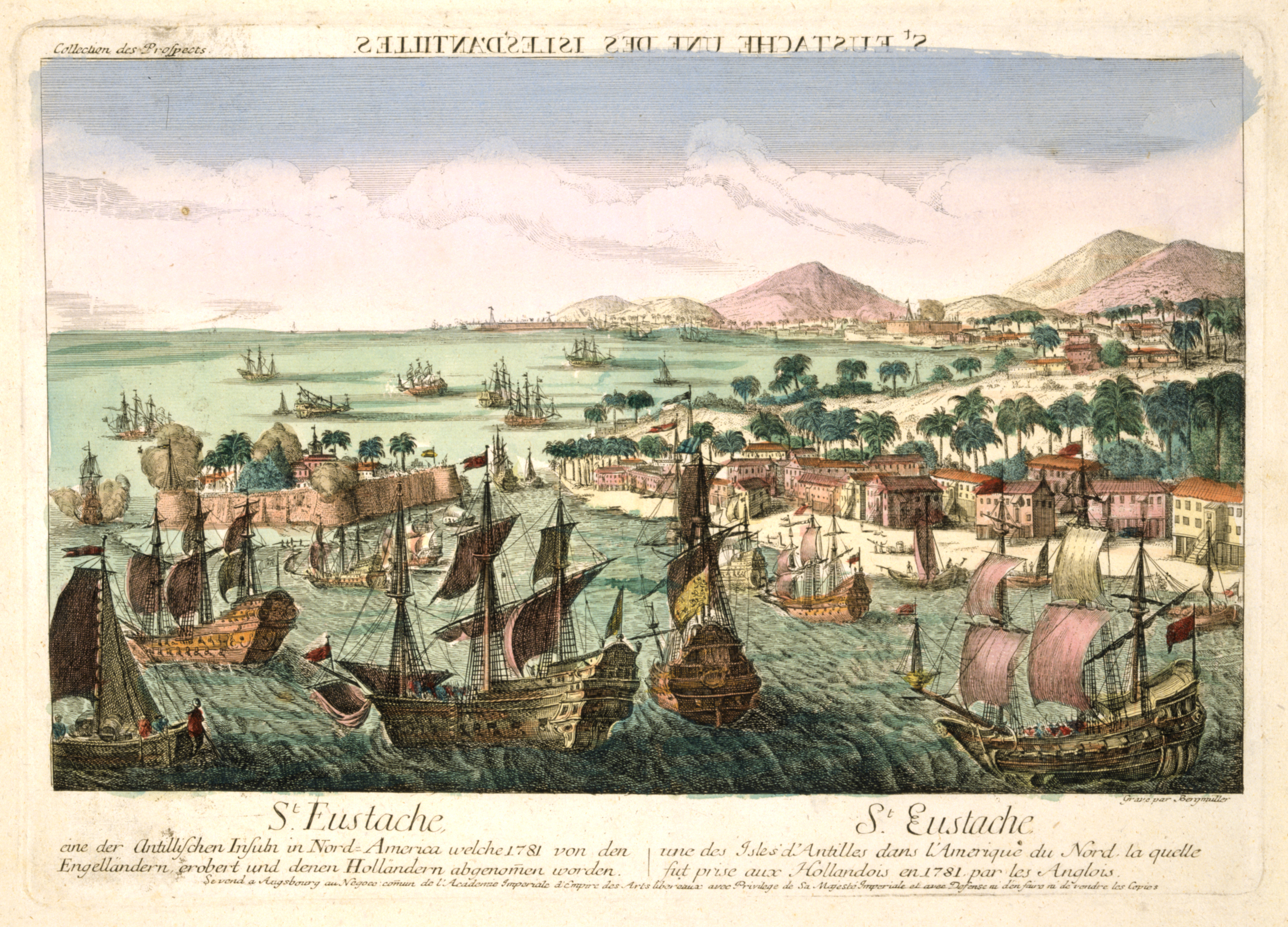
Рейд Ораньестада в 1781 году

Остров был открыт и нанесён на карту Колумбом в 1493 году. Вскоре после этого, населявшие его индейцы-карибы были частично уничтожены, частично погибли от занесенных европейцами болезней. В 1636 году, необитаемый к тому времени остров был захвачен голландцами. Согласно французским источникам, французы ещё в 1629 году основали там небольшую крепость, но покинули остров из-за нехватки природных источников воды. В последующие 150 лет остров 22 раза переходил из рук в руки. Голландцы возвели новый форт Оранье (существующий и ныне) и решили водную проблему, построив цистерны для сбора дождевой воды. В XVII—XVIII вв. остров стал процветающим портом, широко известным как «Золотая скала». Сент-Эстатиус был самым прибыльным владением Голландской Вест-Индской компании и транзитным портом для торговли африканскими рабами. Так за 1779 год в Ораньестад прибыло более 3000 кораблей из Европы, Америки и Африки. Иногда в день швартовалось более 20 судов, 200 кораблей могли одновременно находиться на рейде порта. На острове были посажены плантации сахарного тростника, табака и индиго.

## Население
Население — 3583 человека (2010). Население на 1 января 2023 — 3293 чел. 27 % населения — методисты, 25 % относятся к Римско-католической церкви, 21 % — адвентисты седьмого дня.

## Экономика
В XVIII веке Стейша была одним из самых важных голландских островов в Карибском море и получала значительный доход от торговли. В то время благодаря своему богатству остров был известен как «Золотая скала». Очень большое количество складов выстроились вдоль дороги, идущей вдоль залива Оранье; большинство (но не все) этих складов сейчас разрушены, а некоторые руины частично находятся под водой.
Французская оккупация в 1795 году негативно сказалась на экономике Синт-Эстатиуса.
Правительство Синт-Эстатиуса заявляет, что экономика Стейши стабильна и имеет все возможности для роста в ближайшем будущем. Практически нет безработицы и имеется квалифицированная рабочая сила, поэтому есть инфраструктура, обеспечивающая устойчивый рост. По состоянию на 2014 год, само правительство является крупнейшим работодателем на острове, а нефтяной терминал, принадлежащий GTI Statia, является самым большим частным работодателем.
Нефтяной терминал (объект разгрузки и хранения нефти) американской компании Prostar Capital является важнейшим источником дохода Сент-Эстатиуса и используется для хранения нефти и/или продуктов нефтехимии. Эти продукты обычно транспортируются из нефтяных резервуаров в нефтяные танкеры для конечных пользователей или в другие хранилища. Нефтяные резервуары находятся над землёй и имеют множество входов в трубопроводы для прокачки нефтепродуктов. Терминал имеет 60 резервуаров общей ёмкостью хранения 14 миллионов баррелей нефти. В июне 2020 года энергосырьевая компания Vitol заключила договор с Prostar на эксплуатацию терминала.
На острове находится аэропорт имени Ф. Д. Рузвельта (код ИКАО — TNCE, код ИАТА — EUX, координаты 17°29′47″N, 062°58′45″W).